# 加茂宮駅
加茂宮駅（かものみやえき）は、埼玉県さいたま市北区宮原町一丁目にある、埼玉新都市交通伊奈線（ニューシャトル）の駅である。駅番号はNS03。

## 歴史
- 1983年（昭和58年）12月22日 - 大宮市を所在地として、ニューシャトル開通とともに新規開業[1][2]。
- 2001年（平成13年）5月1日 - 大宮市が与野市・浦和市と合併し、所在地がさいたま市となる。
- 2003年（平成15年）4月1日 - さいたま市が政令指定都市に移行し、所在地がさいたま市北区となる。その際、さいたま市北区役所の最寄駅となった。
- 2007年（平成19年）3月18日 - ICカードSuica供用開始[1]。当駅には簡易式自動改札機1基が設置された。その後、その他の交通系ICカードの利用も順次拡大された。
- 2011年（平成23年）4月22日 - 地上コンコースと両側ホーム間にエレベーターが設置され、供用開始。バリアフリー化された。

## 駅構造
相対式ホーム2面2線を有する高架駅。東北・上越新幹線の高架軌道を挟んで位置する。改札は大宮寄りにあり、簡易式自動改札機が1基設置されている。したがって、磁気定期券や切符の場合は駅員に券面を見せて改札通過する。エレベーター、トイレは改札内にある。改札口およびホームに液晶型の発車標が設置されている。ステーションカラーは黄緑。
さいたま市が指定する「副都心景観拠点（日進・宮原地区）」のエリア内にあり、特に当駅南側周辺地区の顕著な再開発や高層マンション建設等により、2008年頃から駅利用者数が大幅に増加した。朝夕晩のラッシュ時間帯には、開業時から変わらぬ幅の狭いプラットホームや、簡易式自動改札機1基のみの改札口を中心に混雑するようになった。
のりば
| 番線 | 路線                     | 行先     |
| ---- | ------------------------ | -------- |
| 1    | 伊奈線（ニューシャトル） | 内宿方面 |
| 2    | 伊奈線（ニューシャトル） | 大宮方面 |

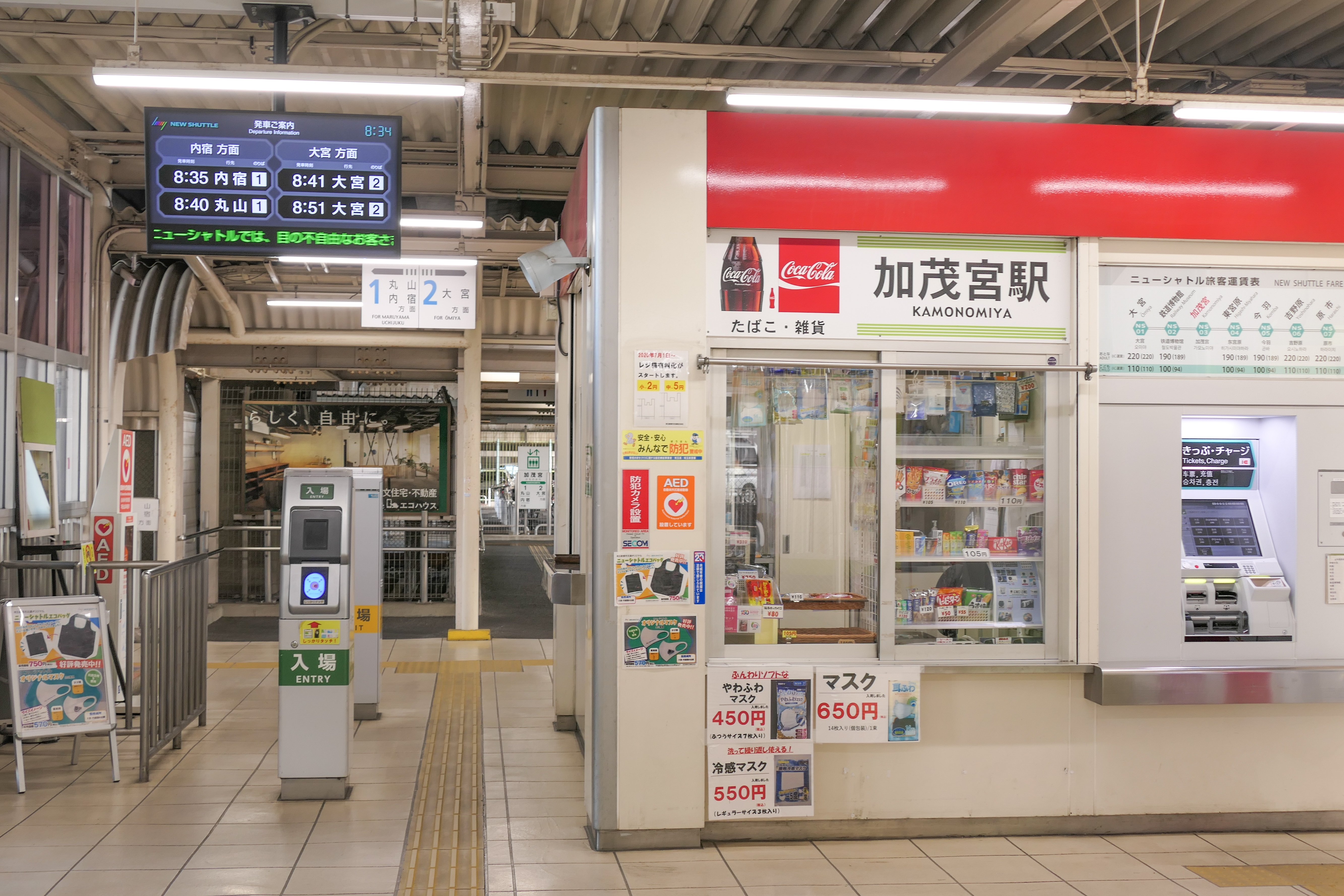
改札口（2021年11月）
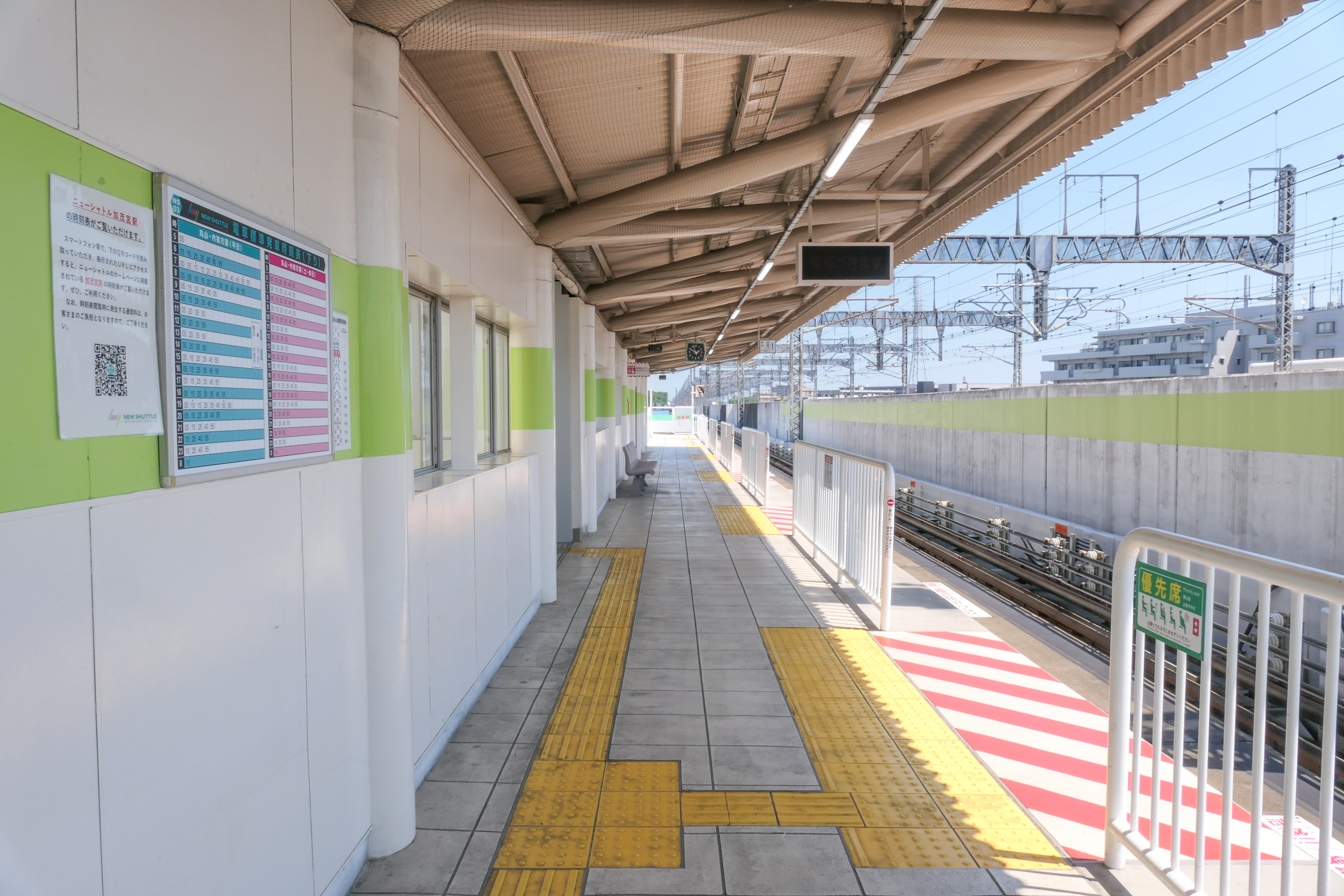
1番線ホーム（2022年7月）
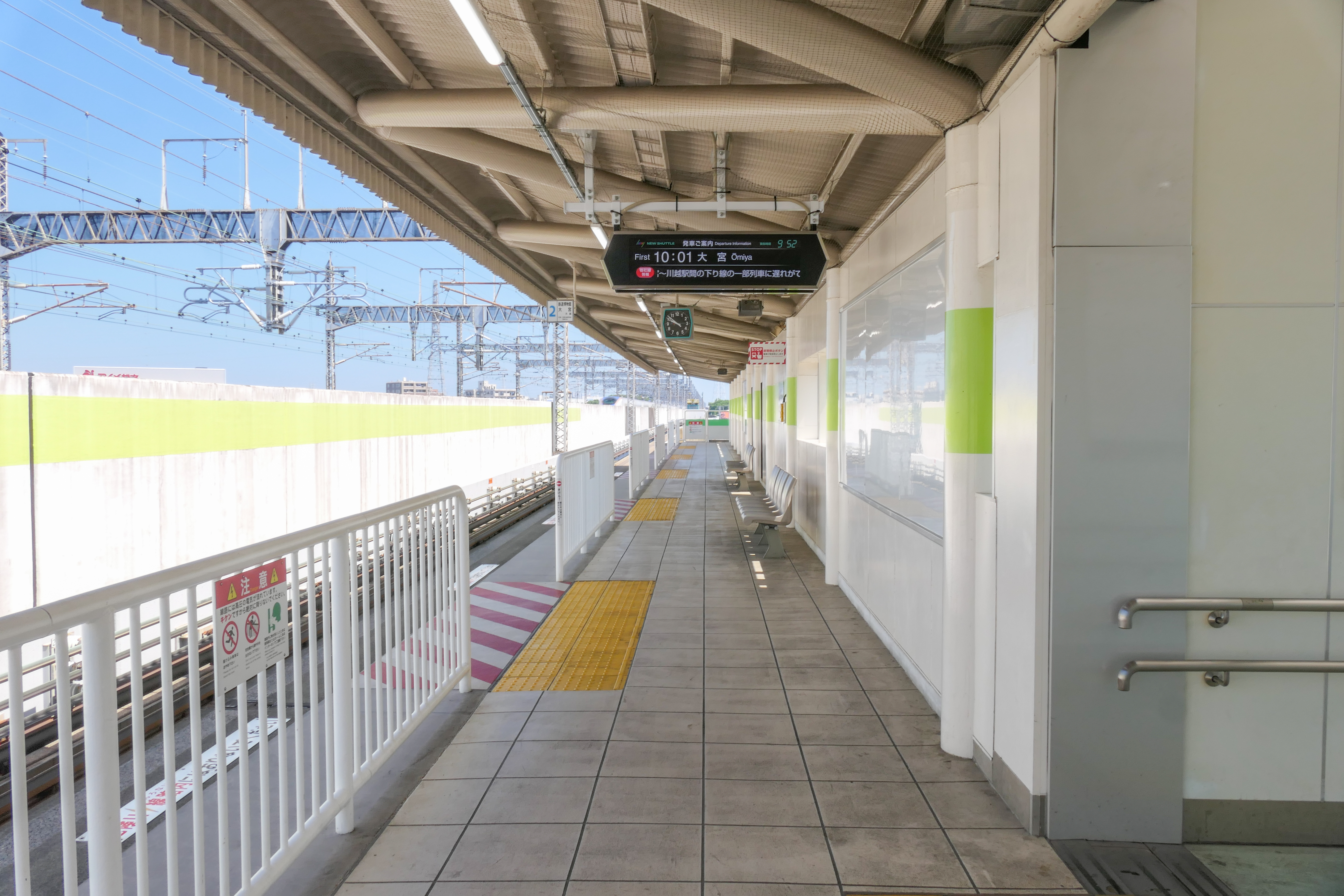
2番線ホーム（2022年7月）

## 利用状況
2023年度の1日平均乗車人員は3,071人である。ニューシャトルの各駅では大宮駅・鉄道博物館駅に次いで3番目に多い。
近年の1日平均乗車人員は下表のとおりである。
| 年度               | 1日平均 乗車人員 |
| ------------------ | ---------------- |
| 1999年（平成11年） | 1,697            |
| 2000年（平成12年） | 1,665            |
| 2001年（平成13年） | 1,692            |
| 2002年（平成14年） | 1,666            |
| 2003年（平成15年） | 1,625            |
| 2004年（平成16年） | 1,902            |
| 2005年（平成17年） | 1,804            |
| 2006年（平成18年） | 1,846            |
| 2007年（平成19年） | 1,975            |
| 2008年（平成20年） | 2,332            |
| 2009年（平成21年） | 2,413            |
| 2010年（平成22年） | 2,502            |
| 2011年（平成23年） | 2,552            |
| 2012年（平成24年） | 2,676            |
| 2013年（平成25年） | 2,720            |
| 2014年（平成26年） | 2,758            |
| 2015年（平成27年） | 2,797            |
| 2016年（平成28年） | 2,777            |
| 2017年（平成29年） | 2,793            |
| 2018年（平成30年） | 2,910            |
| 2019年（令和元年） | 3,026            |
| 2020年（令和02年） | 2,533            |
| 2021年（令和03年） | 2,697            |
| 2022年（令和04年） | 2,868            |
| 2023年（令和05年） | 3,071            |

## 駅周辺
駅は国道17号沿いにあり、すぐ南に旧中山道（埼玉県道164号鴻巣桶川さいたま線）との交点である東大成町交差点がある。
旧富士重工業工場跡地を再開発した複合型ショッピングモール「ステラタウン」や、さいたま市北区役所（プラザノース）、さいたま北部医療センター等への最寄駅であり、駅周辺一帯はさいたま市が指定する「副都心景観拠点（日進・宮原地区）」となっている。
2008年頃からステラタウン周辺において宅地開発が急速に進み、2023年現在では多くの大型マンションが建ち並ぶ地域へと変貌を遂げた。それに連動する形で、同時期からの駅利用者数も大幅に増加した。
加茂宮駅の南側一帯は2004年、さいたま市によって「ノーザンハートきたまち」と命名され、美しく整備された緑豊かな街並みがさいたま市の景観特区に指定されている。

### 公共機関
- プラザノース
  - さいたま市北区役所
  - さいたま市立北図書館
  - 保健センター
  - プラザノースホール  - 最大403席
- さいたま市水道局水道総合センター
- さいたま市北消防署植竹出張所
- 大宮警察署加茂宮交番 - 交番ではあるがパトカーが常時配置され、北区広域の警察機能を強化する位置づけとされている。
- 埼玉県警察学校

### 民間等施設
- 大宮スバルビル
- 埼玉電気会館（埼玉県電気工事工業組合）
- 埼玉県柔道整復師会
- 大宮医師会
- マミーマート本社 - 関東地方を中心に展開するスーパーマーケットの本社。店舗は併設されていない。

### 商業施設
- ステラタウン - 約110店舗の多様なショップ&レストランからなる専門店街ステラモールと有名大型店が融合した、複合型ショッピングモール。
  - メローぺ広場 - アイドルのライブや大宮アルディージャ選手のミニサッカー教室など、様々なイベントが開催される。
    - メローぺの塔 - ステラタウンのシンボルタワー

  - イトーヨーカドー 大宮宮原店 - ステラタウンの中核店舗
    - ロフト 大宮宮原店

  - ユニクロ 大宮ステラタウン店
  - GU 大宮ステラタウン店
  - 無印良品 ステラタウン大宮
  - ペピカファミリー 大宮宮原店
    - ステラタウンどうぶつ病院

  - BOOKOFF SUPER BAZAAR 大宮ステラタウン店
  - ザ・ダイソー ステラタウン宮原店
  - イエローハット 大宮宮原店
- ニトリホームズ 宮原店 - 元々は島忠ホームズの大型店舗として2011年にオープンしたが、2021年島忠がニトリホールディングス傘下となり、ニトリホームズへの転換一号店となった。
  - オーケー 大宮宮原店
  - コジマ×ビックカメラ ニトリホームズ宮原店
- ドン・キホーテ 大宮店
- ベルク さいたま宮原店
- ヤオコー 大宮宮原店
- GOOD FARM HOUSE Sakagami - 線路高架下

### 医療機関
- さいたま北部医療センター - 内科・循環器科・消化器内科・呼吸器内科・腎臓内科・小児科・外科・整形外科・形成外科・皮膚科・泌尿器科・産婦人科・眼科・耳鼻咽喉科・放射線科・歯科口腔外科・麻酔科
  - 大宮休日夜間急患センター - 内科・小児科・眼科・耳鼻咽喉科（さいたま北部医療センター内にて、日曜日・祝祭日・年末年始の昼夜間および平日夜間の受付。小児科は翌朝6時まで受付あり）
- 大宮歯科休日急患診療所 - 歯科（大宮医師会館内にて、日曜日・祝祭日・年末年始の午前中のみ受付）
- かものみや医療モール - 内科・小児科・アレルギー科・眼科・歯科・薬局

### 金融機関・郵便局
- 大宮加茂宮郵便局 - ログハウススタイルが特徴。ニューシャトル公式の加茂宮駅スタンプに採用されている。
  - ゆうちょ銀行
- 埼玉縣信用金庫 宮原東支店
- 埼玉りそな銀行 北区役所出張所
- 埼玉りそな銀行 宮原支店 - 宮原駅周辺
- 武蔵野銀行 宮原支店 - 宮原駅周辺
- みずほ銀行 宮原駅出張所 - 宮原駅周辺

### 文教施設
- ねいろ保育園 - 駅改札正面高架下
- にじいろ保育園
- 大宮白百合幼稚園
- さいたま市立大砂土小学校
- さいたま市立植竹中学校
- 埼玉県立特別支援学校大宮ろう学園

### その他施設
- 大宮アルディージャ「オレンジコート ステラタウン」 - 大宮アルディージャが運営するクラブ公式フットサルコート。ロングパイル人工芝のコートが2面ある（アルディコート・ミーヤコート）。
- セントラルウェルネスクラブ大宮宮原
- きたまちしましま公園
- 東大成中山道公園
- おふろcafe utatane - 国道17号沿いにある温泉およびホテル
- 美楽温泉 SPA-HERBS
- アートグレイス・ウエディングシャトー／大宮璃宮 - チャペル併設
- 大宮璃宮 四季庭 - フレンチレストラン
- 45CAFE
- やきとり大吉 宮原店
- 旬おふくろ亭 - 以前は駅改札正面にあった高架下の名物的な地元の居酒屋兼定食屋。一旦は2020年に惜しまれつつ閉店したが、宮原駅側へ徒歩約4分の場所に移転という形で再オープンした。
- hair relax calm【カーム】 - 美容師一人で対応している完全マンツーマンの美容室。
- 埼玉県自動車学校
- 松雪園 - 大宮盆栽村の6つある盆栽園のひとつ。
- 陶芸会館 - 天守閣風建築物。松雪園に隣接。
- 石上神社（いそのかみじんじゃ） - 江戸時代に建立。感染症・伝染病の神様として信仰され、病に感染しないよう、また軽くすむようにと祀られている。

### 道路・交通機関
- 国道17号 - 大宮バイパスの起点付近・中山道
- 旧中山道 - 埼玉県道164号鴻巣桶川さいたま線
- 産業道路 - 埼玉県道35号川口上尾線・東へ約1 km
- 加茂宮広路 - ノーザンハートきたまち大通り
- JR高崎線宮原駅 - 北へ約1 km
- JR宇都宮線土呂駅 - 南東へ約1.5 km
- JR川越線日進駅 - 西へ約1.1 km

以上の様に「公・民・商・医・住・交」が近隣に集約されていることに加え、工場跡地の有効的な再開発により公園等も多く、路線が新交通システムであるため駅そのものの規模は小さいながらも、さいたま市北区（旧大宮市北部）のハブステーション的な役割を担っている。
近隣のJR各駅はいずれも大宮駅から一駅目であり、大宮以北のJR各線が運転見合わせ等になった際、その影響を全く受けないニューシャトル加茂宮駅が振替輸送駅として利用されている。
大字加茂宮の由来となった「加茂神社」は、旧中山道を北上し1.5 kmほど先（宮原駅の北）にある。

## 路線バス

### 東武バス
| 乗り場     | 系統       | 主要経由地                           | 行先       | 運行会社         | 備考 |
| ---------- | ---------- | ------------------------------------ | ---------- | ---------------- | ---- |
| 宮原一丁目 | 大51・大53 | 北区役所前・赤芝・北大宮駅入口       | 大宮駅東口 | 東武バスウエスト |      |
| 宮原一丁目 | 大51       | 宮原駅入口・宮原四丁目・上尾運動公園 | 上尾駅東口 | 東武バスウエスト |      |
| 宮原一丁目 | 大53       | 宮原駅入口・宮原四丁目               | 吉野町車庫 | 東武バスウエスト |      |

- バス停との位置関係
  - 駅から南側へ徒歩約3分の旧中山道に当バス停「宮原一丁目」が設置されている。極めて稀に発生するニューシャトルの運転見合わせ時は主に「大51・大53」が振替輸送に利用される。
    - 大宮駅からニューシャトル各駅を経由していた深夜バス「ミッドナイトアロー伊奈・内宿」については、新型コロナウイルス感染症の影響により、2020年10月26日をもって廃止となった[7]。

### 北区コミュニティバス
- 駅前への乗り入れはないが、平日の8時台から18時台まで「北区コミュニティバス（さいたま市コミュニティバス）」が当駅周辺の「ステラタウン」や「北区役所」にバス停を設置している。
- 主なルート：宮原駅東口⇔土呂駅西口⇔ステラタウン⇔北区役所⇔植竹公民館入口⇔大宮中央総合病院⇔鉄道博物館南⇔日進駅南⇔日進駅西⇔宮原駅西口
  - 宮原駅が起点となり、北区の主要施設間（鉄道博物館南のみ大宮区大成町）を環状バスとして運行、東廻り・西廻りがある。
  - 東武バスウエストが運行しており、料金は対キロ区間制。交通系ICカードの利用も可能。

## 隣の駅
埼玉新都市交通
 伊奈線（ニューシャトル）
鉄道博物館駅 (NS02)  - 加茂宮駅 (NS03)  - 東宮原駅 (NS04)